# David Orme Tall

## Életrajz
Gyermekkorától kezdve számos terület irányába mutatott érdeklődést. A sportokban nem érezte magát tehetségesnek, ám 11 éves korában megtanult hegedülni, amely meghatározta egész életen át tartó zeneszeretetét. Erős matematikai érdeklődése is ebben az időszakban alapozódott meg. Wellinboroughban töltött középiskolai évei alatt, 17 éves korában ismerte meg Susan Fordot, későbbi feleségét.
Tanulmányait a Wadham College-ban folytatta, Oxfordban, ösztöndíjasként matematikát tanult. Továbbra is komolyan foglalkozott a hegedüléssel, Kodály tanítványa, Heltay László volt a tanítója. Diplomája megszerzése után, 1963-ban megnősült.
Doktori tanulmányait Oxfordban folytatta filozófia szakon, ahol a kiváló matematikus, Michael Atiyah nagyon inspirálóan hatott rá. 1966-ban született lánya, Rebecca Jane, ezt követően a család Sussexbe költözött, ahol az egyetemen matematikát tanított, és megírta első könyvét (Functions of Complex Variable). 1969-ben állást vállalt a Warwick Egyetemen, ezért a család Kenilworthbe költözött, s a mai napig itt élnek.
1971-ben vendégkutatóként a Princetoni Egyetemen együtt dolgozott Michael Atiyahval. Itt találkozott Hassler Whitneyvel, s az ő hatására döntött úgy, hogy teljes mértékben a matematikai oktatás tanulmányozása felé fordul. 1977-ben, egy konferencián megismerkedett Schlomo Vinnerrel, akivel később megalkották a fogalomképzet fogalmát. A Warwick Egyetem Matematikai Oktatáskutató Központjában dolgozik, akárcsak Eddie Gray, akivel kidolgozták a procept fogalmát. 1992-ben a matematikai oktatás professzora lett. Az ezt követő időszakban nagyban megnehezítette életét szarkoidózis betegsége. 2006-ban nyugdíjba vonult, ám továbbra is kapcsolódik a Warwick Egyetemhez, mint az egyetem professzor emiritusa.

## Munkássága

### A fogalomképzet fogalma
Egyik legnagyobb hatású munkájában Shlomo Vinnerrel közösen bevezették a fogalomképzet (concept image) fogalmát. A fogalomképzet egy fogalom nevéhez kapcsolódó teljes kognitív struktúrát jelenti. Ez magában foglalja mind a mentális képeket, mind pedig az ezzel összekapcsolt tulajdonságokat, folyamatokat, képeket, ábrákat, konkrét tapasztalatokat, példákat és élményeket. A konkrét tárgyi és képi reprezentációk segítik a fogalom mentális képének létrehozását, amely nem egyszerű másolata a képi reprezentációknak, hiszen az egyén konstruktív aktivitása révén jön létre, és függ az egyén tapasztalataitól, tudásától. A képek, konkrét példák és tapasztalatok, jelentős szerepet játszanak a hatékony fogalomképzet kialakításában.

### A procept fogalma
David Tall proceptnek nevezi a szimbólumok folyamatként (process) és fogalomként (concept) való felfogását. Tall és Gray feltételezték, hogy e fogalom használatával jól magyarázhatóak a tanulók közötti matematikai különbségek. A matematikában tehetséges tanulók rugalmas procepteket használnak – kontextustól függően folyamatokat vagy fogalmakat, ezért számukra könnyebb a feladatok megoldása. Ezzel szemben a gyengébb tanulók a matematikát elkülönített eljárások összességeként fogják fel, nem alkalmazzák a fogalmi megközelítést, amely kognitív szempontból könnyebb.

## Fordítás
- Ez a szócikk részben vagy egészben  a   David O. Tall című angol Wikipédia-szócikk ezen változatának fordításán alapul.  Az eredeti cikk szerkesztőit annak laptörténete sorolja fel. Ez a jelzés csupán a megfogalmazás eredetét és a szerzői jogokat jelzi, nem szolgál a cikkben szereplő információk forrásmegjelöléseként.